# Metro Awakening
Metro Awakening est un jeu vidéo de tir à la première personne en réalité virtuelle développé par Vertigo Games et publié par Deep Silver. En tant que jeu dérivé de la franchise Metro et préquelle de Metro 2033, Awakening est sortir sur plusieurs appareils de réalité virtuelle, notamment le PlayStation VR2, le Meta Quest 2 et Meta Quest 3 (en), Steam VR et Viveport (en) le 7 novembre 2024.

## Système de jeu
Dans la continuité de ses prédécesseurs, Metro Awakening est un jeu de tir à la première personne. L'histoire du jeu suit Sedar, un médecin qui doit s'aventurer dans le dangereux système de tunnels de Moscou afin de retrouver sa femme. L'histoire est décrite par l'équipe comme l'histoire d'origine de Khan, un être surnaturel de l'univers Metro, et le récit se déroule avant les événements du premier jeu. Les combats du jeu seront plus lents, car le protagoniste du jeu n'est pas un soldat qualifié. Le joueur peut utiliser diverses armes à feu pour combattre les ennemis, bien que les balles dans le jeu soient rares. Autrement, le joueur peut utiliser des tactiques furtives lors des rencontres avec les ennemis. Différents objets aident le joueur dans sa progression tels que la montre, le masque à gaz dont il faut récupérer des filtres, la lampe torche et sa batterie à remplacer ainsi que le briquet qui permet notamment de brûler les toiles d'araignée.

## Développement
Le jeu est développé par Vertigo Games, le studio derrière d'autres jeux en réalité virtuelle tels qu'Arizona Sunshine (en) et sa suite (en). Le studio a travaillé en étroite collaboration avec l'écrivain Dmitri Gloukhovski, créateur de la franchise avec la publication du livre Métro 2033, et qui a servi de consultant sur l'histoire du jeu. L'équipe estime que Gloukhovski a écrit une histoire très « personnelle » et « émotionnelle » pour Awakening et a donc changé la direction générale du jeu vers un axe plus centré sur l'histoire. Les développeurs ont également travaillé en étroite collaboration avec 4A Games, qui a fourni à l'équipe des ressources de gameplay et des modèles qu'ils avaient utilisés lors du développement des jeux précédents de la série.
Awakening est annoncé en janvier 2024 lors de l'évènement en direct State of Play (en) de Sony dédié aux jeux sur ses consoles. À l'occasion du State of Play de septembre 2024, la sortie du jeu est officialisée pour le 7 novembre 2024 dans le monde entier. Par l'intermédiaire du PlayStation Blog, Vertigo Games dévoile une bande-annonce du gameplay début octobre 2024,.

## Accueil
- Edge : 5/10[8]

### Traduction
- (en) Cet article est partiellement ou en totalité issu de l’article de Wikipédia en anglais intitulé « Metro Awakening » (voir la liste des auteurs).